# Cynemund
Cynemund († zwischen 888 und 901) war Bischof von Hereford. Er wurde 888 zum Bischof geweiht und trat sein Amt im gleichen Jahr an. Er starb zwischen 888 und 901.